# 西晋

西晋
晋

西暦280年の西晋の領域。

西晋（せいしん、拼音: Xījìn）は、司馬炎によって建てられた中国の王朝（265年 - 316年）。成立期は中国北部と西南部を領する王朝であったが、呉を滅ぼして三国時代を完全に終焉させ、後漢末期以降分裂していた中国を約100年振りに再統一した。国号は単に晋だが、建康に遷都した後の政権（東晋）に対して西晋と呼ばれる。

## 歴史

### 司馬氏の台頭

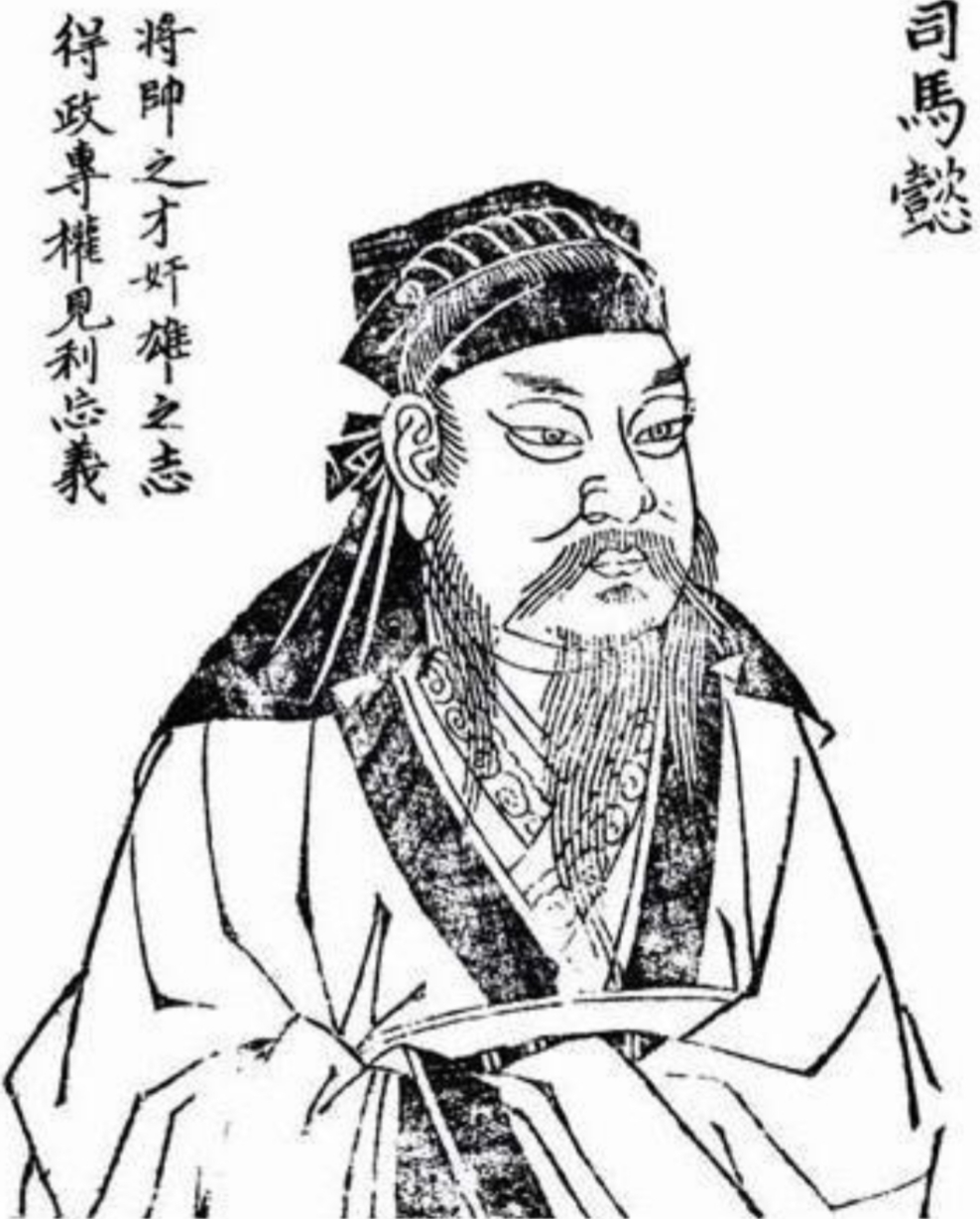
晋の基礎を築いた司馬懿

司馬氏は河内郡の名族で秦の滅亡後に項羽や劉邦と共に活躍した殷王司馬卬の子孫を称し、後漢時代には既に歴代の郡の長官を輩出していた。司馬防は後漢末期の争乱から台頭した曹操に接近して関係を持ち、その長男の司馬朗は曹操の重臣として仕えた。司馬防の次男の司馬懿は208年の赤壁の戦いが発生した年から曹操に仕え、曹操の参謀、そしてその嫡子の曹丕の世話役として曹操の丞相府で地位を確立していく。220年に曹操が死去すると司馬懿は丞相府の司馬としてその葬儀を取り仕切り、曹丕を後漢の丞相・魏王に、そして魏皇帝に上り詰めさせる過程で大きな役割を果たしたことから、曹丕（文帝）の信任を得た。226年に文帝曹丕が崩御する直前には、皇太子曹叡（明帝）の後事を託される。
曹丕の崩御で政情に不安を抱いた孟達に蜀の諸葛亮から帰順を勧める使者が遣わされて孟達が魏に反逆した際、司馬懿は鮮やかな戦略でこれを鎮圧して蜀の北進を防いだ。やがて魏の軍事最高責任者として諸葛亮の率いる蜀軍と対峙し、敗戦もあったが最終的に234年には五丈原で諸葛亮の死を受けて蜀の勢威を挫いた。238年には呉と連動して反魏的行動をとっていた遼東の公孫淵を討ち、魏における地位を不動のものとした。直後に明帝曹叡も崩御し、その直前に幼い曹芳を魏宗室の曹爽と共に託された。しかし、曹爽との間に確執が生じ、司馬懿は一時的にその実権を奪われた。
249年に司馬懿はクーデターを起こし、曹爽一派を誅滅した（高平陵の変）。これにより司馬一族は魏の権力を完全に掌握する。2年後の251年8月、司馬懿は死去した。

### 覇権の確立

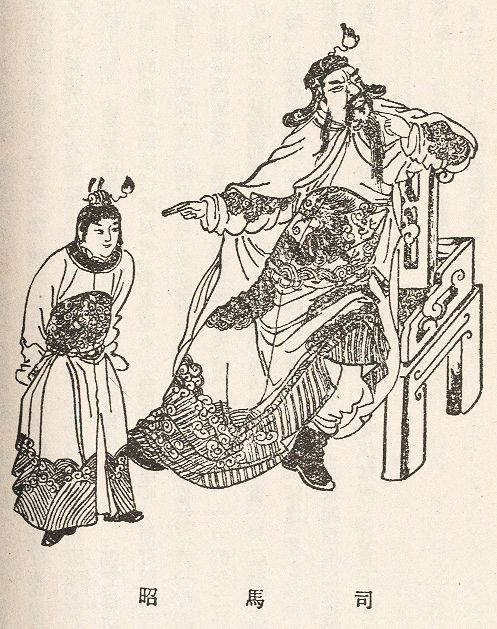
司馬昭（左は司馬攸）

司馬懿の死後、その実権は正妻張春華との子である長男の司馬師が継承した。252年には孫権の死に乗じて諸葛誕を呉に侵攻させるが、東興の戦いで大敗を喫した。しかし司馬師はこの敗戦で諸将を不問としたため、かえって人心を得ることになった。254年2月、宰相の李豊による反司馬師の密謀が露見し、関係者が処刑され、さらに皇帝曹芳をも皇太后の命令と称して廃位を実行した。新たな皇帝には文帝の孫の曹髦が傀儡として立てられた。しかし255年2月、この強引な廃立に対呉戦線の重鎮にあった毌丘倹と文欽ら宿将らが反発して乱（毌丘倹・文欽の乱）を起こし、司馬師自ら鎮圧に赴く。反乱は鎮圧されたが、司馬師も病状が悪化して死亡した。
司馬師の死後、同母弟の司馬昭（司馬懿の次男）が後継者となり、大将軍・録尚書事に就任した。257年5月には対呉戦線で強大な勢力を誇っていた諸葛誕が反司馬氏の兵を挙げると、これを皇帝や皇太后を奉じて258年2月までに滅ぼした。260年5月には傀儡曹髦のクーデターを鎮圧して殺害した。
この頃になると諸葛亮亡き後の蜀では退潮の色が濃くなっており、263年5月に司馬昭は新たな傀儡元帝から蜀征討の詔を出させ、8月に18万の大軍を鄧艾・鍾会らに預けて11月に滅ぼした（蜀漢の滅亡）。蜀平定前の10月から司馬昭に対して晋公就任の詔が出され、司馬昭は晋公となった。264年3月には晋王に進み、5月には司馬懿に晋国の宣王、司馬師に景王を追贈し、10月に嫡子司馬炎を晋国の世子と定めた。その後も魏臣に対して本領安堵を成すなど、着実な魏から晋への禅譲の準備が進められていくが、265年8月に司馬昭は急死した。

### 晋の成立

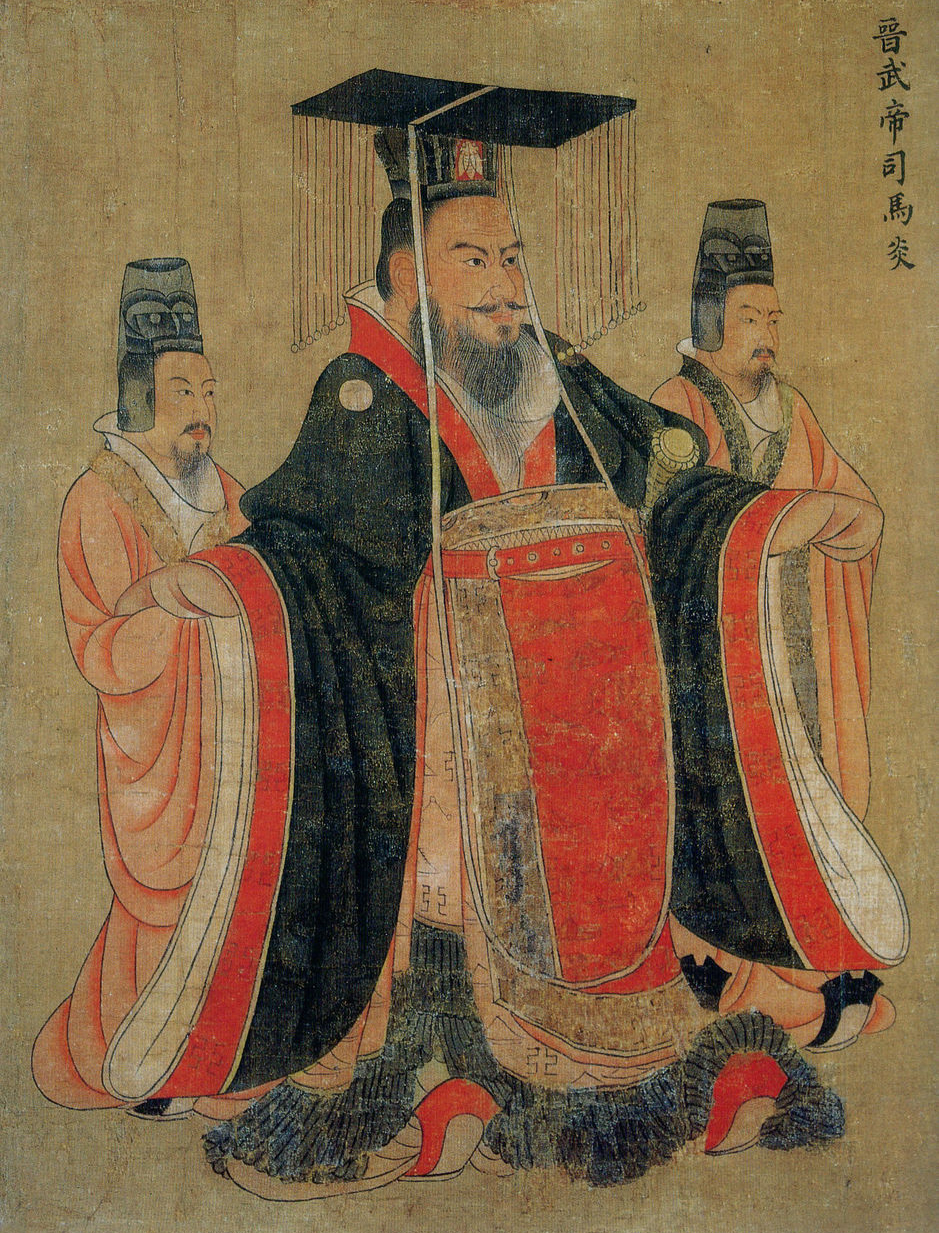
司馬炎

司馬昭の死後は嫡男の司馬炎が継いで晋王・相国となった。そして265年12月には魏の元帝から禅譲を受けて即位し（武帝）、年号を泰始と改めた。
270年、鮮卑の禿髪樹機能が反乱を起こし、秦州刺史の胡烈や涼州刺史の牽弘を破った。277年、文鴦が禿髪樹機能を降伏させた。
279年、禿髪樹機能は再び反乱を起こし、涼州を制圧したが、西晋の馬隆に大敗し部下の没骨能に殺害された（禿髪樹機能の乱）。

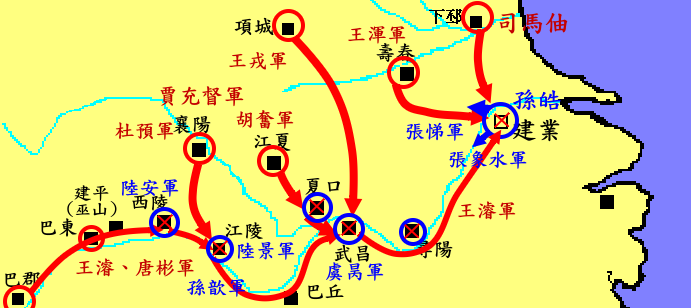
西晋の孫呉攻略。

この頃、三国最後の呉は孫晧の暴政により乱れていたので、同年11月に武帝は賈充・杜預・王濬・王渾らを大将にして東西から20万余の大軍を派兵した。晋軍は280年2月に江陵を攻略し、3月には石頭城を落として呉の都の建業に侵攻し、孫皓は降伏（呉の滅亡）。これにより三国時代は終焉し、中華は約100年ぶりに統一された。

### 乱れた武帝
武帝は統一事業を完成させると急に堕落した。それまでの英主が愚君に変貌して女と酒に溺れて朝政を顧みなくなった。また武帝の皇太子司馬衷が暗愚なため、衆望は武帝の12歳年下の同母弟で優秀だった斉王司馬攸の後継を期待していた。ところが武帝は司馬攸に対して斉への赴任命令を出し、周囲の諫言を封殺した上に司馬攸を支持する派閥を徹底的に粛清した。司馬攸はこの命令に憂憤して発病し、283年に死去した。これにより晋宗室を支える人材はいなくなり、武帝の晩年には皇后楊芷の父の楊駿が朝政を掌握して、西晋はかつての後漢と同じように外戚が国を専権する様相が再現された。

### 八王の乱
武帝は290年4月に崩御し、皇太子司馬衷（恵帝）が第2代皇帝として即位した。しかしこの皇太子は暗愚で知られた人物で、司馬昭からも太子を取り替えるべきと言われていて、武帝も一時は真剣に廃太子を検討したことがあった。その前評判どおり、即位した恵帝は政治を放り出し、実権は武帝の晩年から朝政を掌握していた皇太后楊芷の父の楊駿が輔政の形で壟断した。これが後に西晋の根幹を揺るがした八王の乱の伏線となった。
楊駿は2人の弟を要職に就けて一族で専横した。だが恵帝の皇后の賈后（賈充の娘）は楊氏の専横を憎み、禁軍の中にも楊氏一族に対する不満が高まり、291年に汝南王司馬亮・楚王司馬瑋と結託して楊駿を殺害した。さらに司馬亮は聡明で人望もあったため、賈后は次第に疎みだして司馬瑋を扇動して司馬亮を殺させ、その罪を全て司馬瑋に負わせて彼も殺害し、こうして結託したはずの2人も殺害して実権を掌握した。その後は賈后と甥の賈謐による10年弱の専横が続くが、政治そのものは名士の張華らが見たためかろうじて西晋は安定が保たれた。
だが賈后は美少年を宮中に入れて淫行を繰り返し、299年12月、自らの実子ではない皇太子司馬遹を廃し、300年3月に殺害。これにより西晋全土で賈后に対する専横に反発が生まれ、同年4月に趙王司馬倫は斉王司馬冏と語らって賈后とその一派を殺して首都の洛陽を制圧し、301年1月に恵帝を廃して自ら即位した。これが八王の乱の始まりである。
司馬倫の簒奪は諸王の反発を招き、また司馬倫は皇帝の虚名に酔いしれて一味徒党の誰彼に見境なく官爵を濫発したため朝廷は乱脈政治が展開され、301年に司馬倫は斉王司馬冏・河間王司馬顒・成都王司馬穎により殺害されて恵帝が復位したが、これ以後皇族同士による血を血で洗う争いが続き国内は荒廃した。このような争いに嫌気が差した知識人たちは権力から離れ、隠者になり清談や詩作にふけるようになった。その中でも有名な者が竹林の七賢である。八王の乱は最終的に306年11月に東海王司馬越によって恵帝が毒殺され（病死説もあるが、毒殺の可能性も示唆されている）、12月にその異母弟である懐帝司馬熾が第3代皇帝に擁立されることで終焉した。

### 永嘉の乱と西晋の実質的な滅亡
八王の乱による混乱を見た匈奴の大首長劉淵は、304年に晋より自立して匈奴大単于を称する。この時をもって五胡十六国時代の始まりとされる。劉淵は更に308年には皇帝を名乗って匈奴単于氏族たる攣鞮氏と漢室劉氏の通婚関係の歴史を背景に国号を漢（後継者で中興の祖となる劉曜の代にこれを廃して趙を名乗り、後世からは前趙と呼ばれる）とした。また四川で氐族の李雄による成漢（当初大成を、後に漢を称す）が自立するなどした。こうして八王の乱で中央の威令は大きく失墜し、中国には西晋に反抗する諸勢力が各地に割拠する状況に陥った。それでも東海王司馬越の存在により各地に割拠する勢力は辛うじて抑えられていた。
だが、西晋朝廷内部では実権を握っていた司馬越が詔と称して丞相を称するなどして懐帝との対立が発生。311年には懐帝が遂に司馬越討伐の勅命を発するに至る。司馬越は逃亡先で3月に憂憤のうちに病死した。4月、司馬越の死を好機と見て匈奴出身の漢の武将の石勒は、司馬越の跡を継いで晋軍元帥となっていた王衍の軍勢10万余を苦県において破り多くの重臣を捕虜にした。これにより西晋は完全に統治能力と抵抗力を喪失、劉淵は先年死去していたため子の劉聡が継いで、劉曜と王弥そして石勒は大挙して311年6月に西晋の首都の洛陽に攻めこみ、略奪暴行の限りを尽くした。
この一連の動乱は、時の年号をとって永嘉の乱と呼ぶが、西晋側から見て異民族の反乱であり、実質は匈奴の末裔に敗戦し国が滅ぼされたに等しかった。洛陽は破壊され何万人もが殺害され、懐帝は玉璽と共に漢の都の平陽に拉致され、さらに前帝＝恵帝の皇后（『恵皇后』）羊氏に至っては劉曜の妻とされた。懐帝は生かされたものの、劉聡により奴僕の服装をさせられ、酒宴で酒を注ぐ役と杯洗い、劉聡外出の際には日除けの傘の持ち役にされたりという屈辱を与えられ、人々からは晋皇帝のなれの果てと嘲り笑われて屈辱を嘗めつくした後の313年1月に処刑された。こうして西晋は事実上滅亡した。

### 完全な滅亡
懐帝が処刑されたことを聞いて長安にいた懐帝の甥の司馬鄴（愍帝）は313年4月に即位して漢（前趙）に抵抗した。しかし長安も漢の劉曜により攻撃され、晋軍は抵抗するが連敗した。またこの愍帝の政権は華北に残存していた西晋の残党により建てられた極めて脆弱な政権で支配力は長安周辺にしか及ばない関中地域政権でしかなく、その長安は八王の乱で既に荒廃していたために統治力も無く、さらに西晋の諸王も援軍に現れなかったため、316年に長安が陥落して洛陽と同じく略奪殺戮の巷となり、愍帝は漢に降伏し、平陽に拉致された。こうして西晋は完全に滅亡した。
愍帝は生かされたが、懐帝同様の扱いを受けた後の317年12月に、漢の劉聡により殺された。ここに司馬昭・司馬炎系の西晋の皇統は断絶した。
これより先、司馬越の命令で江南の方面軍司令官として安東将軍・都督揚州諸軍事として統治に当たっていた琅邪王司馬睿（元帝。司馬懿の四男の司馬伷の孫）は、愍帝が降伏すると、317年3月に晋王を称して建武と改元した。そして愍帝が殺されると、318年3月に即位して建康に都して東晋を建国した。

## 社会
短命に終わった西晋だが、政治・文化において重要なものが少なくなく、その後の魏晋南北朝時代の特徴を形作ることになる。

### 軍隊
西晋は曹魏をそのまま乗っ取った形で成立したため、高い軍事力を持っていた。しかしこれは三国時代という戦時体制のために成立していたためであり、統一後は軍備は必要ないとして武帝は若干を例外として州郡に所属していた兵士を帰農させて平時体制に移行し、有事の場合には洛陽など要衝に展開する中央軍を派遣するという形をとった。これは後漢末期に地方における分権的な軍事状況を放置した結果、群雄割拠が成立した事を恐れての処置であったが、このために有事すなわち異民族の反乱が起こると地方は無力で対応できず、逆に永嘉の乱で西晋が滅亡する契機となった。
また八王の乱で東海王司馬越が自軍に鮮卑、成都王司馬穎が匈奴など、諸王が少数異民族を軍事力として利用したため、異民族が中国内地に流入する事になった。

### 農民
武帝は280年に『戸調式』の発布によって占田・課田制と呼ばれる全国的な田地制度と徴税制度を推し進めた。占田とは世襲が認められた私有地のことで、課田とは農民に貸し与えられる国有地のことである。農民は国より課田を貸し与えられ、そこからの収穫の一部を税として納めると言うものであり、これは均田制の前身として歴史家からは大いに注目される。ただ、西晋が短命に終わったためにこの制度の実施期間も短く、その成果がどれほど上がったのかは判然としない。
もともと魏は曹操時代の196年に許昌で屯田制度を施行し、これを洛陽や長安など主要都市でも展開して、中央の司農卿の管轄下において農産に勤めていた。だがこの制度における収益、すなわち典農部民や屯田客といわれる屯田兵は官牛を給される者は収穫の6割、私牛は5割を国家に納税することが義務付けられるなど、大変厳しいものであったため、国力充実に大きく貢献した制度ではあったが、西晋禅譲時に大半が廃止され、残りも呉の滅亡を契機に完全に廃止されて屯田兵は一般州郡に組み入れられて負担も一般民並に軽減された。これも三国時代という戦時体制から統一後の平時体制に移行するために実施された制度であり、西晋から一定の土地を与えられて再生産を保証された農民は戸ごとに国家に対して耕作地から生産される穀物（田租）と絹（調）を納税する事を義務付けられていくことになる。
ただ西晋時代は豪族の権力が強く、土地占有制限は表向きのことで現実にはほとんど法的強制力はなく、西晋は簒奪した経緯から新しい経済制度を発布することで新王朝のあるべき姿を示しただけ、とする見解もある。

### 皇族
魏は文帝の時代に弟の曹植と皇位継承をめぐって激しい暗闘を起こした事例から、文帝の命令により宗室の人々は官職への就任が許されず（禁固）、絶えず国家の監視下に置かれていた。だがこの政策は宗室の内紛を抑えたが、かえって皇族の権力を弱体化させて司馬氏の台頭を抑えきれなかったという欠点を持っていた。武帝はこれとは逆に宗室に対して高位高官をはじめとする官職に就任する事を許し、それ以外にも宗室を優遇している。これは皇帝権力の孤立化を防ぐためであり、武帝が即位した直後には司馬一族から27人が郡王として封じられるなどして皇族の力が極めて強かったが、これが逆に八王の乱を成した一因にもなったのは事実であり、逆に諸王に権力を分散したために晋の権力基盤そのものが揺らぎ、八王の乱で有力者がほとんど死んで権力を支える者が誰もいなくなるという事態になった。

### 制度
政治においては前代の魏によって作られた九品官人法が、司馬懿によって人事権のウェイトが中央へ大きくかかるよう改められ、さらに晋になって血筋が重要視されるようになり、貴族制が形成され始める。この傾向は東晋になってさらに顕著になり、六朝貴族政治へと繋がる。また統一前の264年には司馬昭により、新しい法の編纂が命じられ、268年に完成する。これは当時の元号の泰始を取って『泰始律令』と呼ばれる。これ以前は律令という区分は存在せず、この泰始律令は律と令とを分けた中国史上初めての制度とされる。この律令は魏晋南北朝時代を通じて基本的に踏襲され、唐律令へと繋がっていく。
ただし武帝自身は極めて寛大であり、魏の宗室の禁錮（公職追放）を265年のうちに解き、266年には魏代より続いていた後漢の宗室の禁錮も解除した。これにより曹植の遺児曹志や諸葛亮の子孫が任用されるなど、極めて多くの人材が任用されている。
秦・漢・魏を通じて官吏のトップを務めた相国・丞相といった役職は建国時に一旦廃止されたが恵帝の時代に復活した。

### 経済
西晋の経済は魏の経済を継承したものと考えられているが、八王の乱以降の混乱と地方の自立で税収は低迷して国庫は枯渇していた。柿沼陽平は西晋末期から東晋中期の国庫規模は蜀漢滅亡時よりも劣っていたと推測している。一方で、国家が貨幣を鋳造しないにもかかわらず、民間では貨幣の需要が高かったため、魏や呉の貨幣や地方の軍閥（西晋末期以降）などが勝手に鋳造した銭も流通して、便宜上大きさや質を問わずに五銖銭と同価値として扱われて枚数によって価値が定められた。民間では取引手段として布帛とともに依然として銭が有効であったことは恵帝期の人物である魯褒の『銭神論』からうかがえる。こうした傾向は東晋に引き継がれることになる。

### 地方

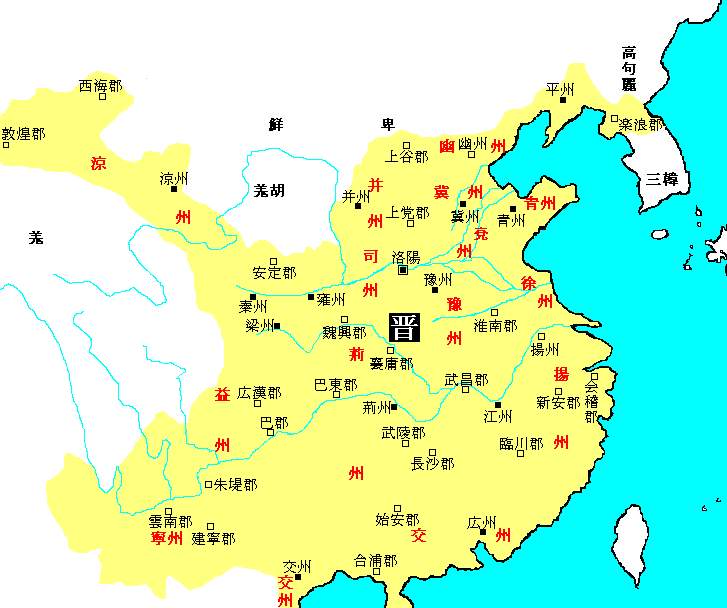
西晋の地方行政区分。

華北は武帝の生存時から遊牧騎馬民族の侵入を受けた。またその規模は定かでないが、後漢末から三国時代にかけて起きた大陸の人口減やそれへの対策も兼ねて曹操以来、継続された匈奴等周辺諸民族の華北移住政策も、その構図的な主因を作ったと言える。ただし武帝時代はこれらの騎馬民族に対する対応は何とか機能しており、華北は万全に統治されていた。だが武帝が崩御し八王の乱が起こると、諸王の中には遊牧民族の助力を得る者も現れ、これが結果的に永嘉の乱と異民族による華北での建国、そして西晋の滅亡へとつながり、華北では漢族の殺戮と都市の破壊、飢饉と略奪なども相次いで荒廃した。
四川すなわち三国時代の蜀では、華北の混乱で大量の流民が発生したが、この流民を利用した蛮族の李特によって成都が落とされ、その子の李雄によって成漢を建国して帝号を自称するなどされた。
湖北では蜀で自立した李雄に対抗するために西晋は兵を徴発しようとしたが、民衆はこぞってこれを拒否して西晋に対し反乱を起こした。当時、湖北は八王の乱からの荒廃を免れて豊作であり、華北の難民は蜀の他に湖北に逃れる者も多かった。これを背景にして義陽蛮の張昌は西晋に対して反乱を起こした。この反乱は呉が滅亡した後は西晋により比較的平穏が保たれていた華南にまで波及し、華南方面の豪族は脅威を抱いた。ただし華南方面の豪族は西晋に反抗はせず、むしろ彼らと手を結んで反乱を平定し、当面の安定を手に入れている。だが、華北で八王の乱と永嘉の乱が激しさを増して華北の難民が華南に流れ込むようになると、華南も動乱に否応なしに巻き込まれた。この混乱の波及を見た西晋の下級官吏の陳敏は華南で西晋からの離反と自立を目論むも、華南の豪族はこぞって協力を拒否、逆に寿春に駐屯していた西晋軍と呼応して307年に陳敏を滅ぼしている。このように華南、特に江南は比較的安定が保たれており、また社会の安定と繁栄を求めて江南の豪族は西晋に忠実であり、これが後に西晋滅亡後の東晋建国へとつながっていく。

## 文化
前述したように西晋では老荘思想が流行し、竹林の七賢と呼ばれる人物たちがいた。ただしこの七賢とは後世の人物が並べただけのことであって、この7人がグループを作っていたわけではない。この七賢のエピソードは南朝宋に纏められた『世説新語』に数多く載っている。「ケチのあまり、果実を売るのに（芽を出して新たな果樹が育たないよう）種をくり貫いて売った」などという小話のようなエピソードが多い。また戦乱の時代の中で仏教が飛躍的にその勢力を伸ばした。
ただ八王の乱や永嘉の乱のような動乱期にこのような文人が西晋の中枢にいたことは不幸なことで軍事力の弱体化や政治の退廃を招いたことは否めず、太尉・太傅と重職にあった王衍が清談にふけった事を処刑直前に後悔したり、西晋朝廷の官府が清談の道場になり清談が立身出世の手立てになるなどの流行を来たしたことがそれを如実に示し、西晋滅亡の一因を成した（清談亡国）。

## 異民族対策

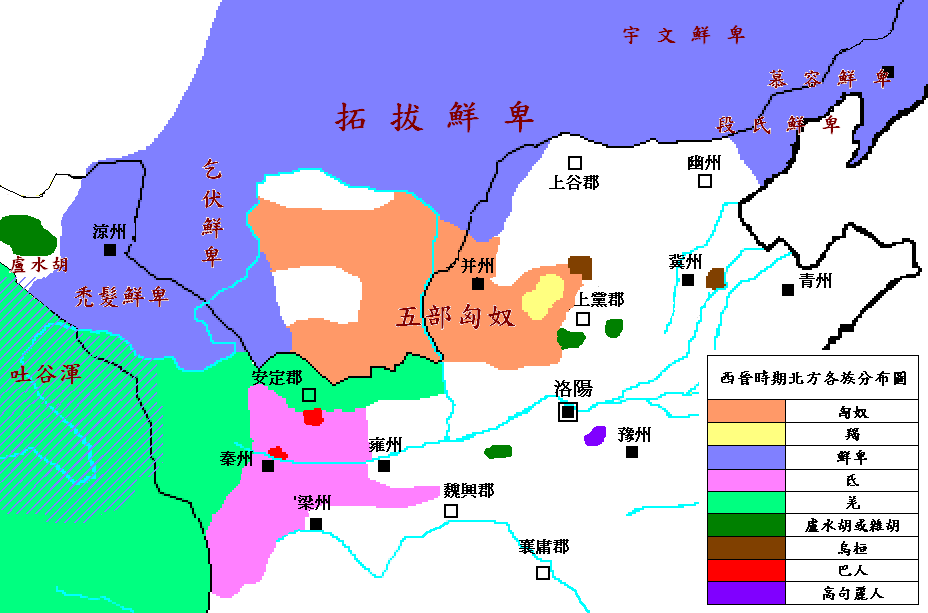
西晋時代の異民族の分布。

武帝は曹魏の時代に異民族対策のために置かれていた統御官を継承してさらに多くの統御官を設置した。南蛮校尉（襄陽）、南夷校尉（寧州）、西戎校尉（長安）、平越中郎将（広州）などである。恵帝の時代になるとこれらの校尉は刺史を兼任するようになった。
西晋時代は多くの異民族統御官が新設されているが、これらは少数民族対策に重要な役割を果たす事になり、東晋時代にも受け継がれる事になる。また西晋の首都洛陽や長安など中心部は山西省に根を張っていた匈奴に近く、あるいはそれまでの動乱期に移民して洛陽付近に居住する少数民族などが根を張っていたため、武帝時代には郭欽が、恵帝時代には江統がそれぞれの民族を原住地に帰して防備を厳しくすることを提言したが、いずれも採用されずに逆に少数民族の中国内地移住が進行していくことになった。

## 西晋の皇帝

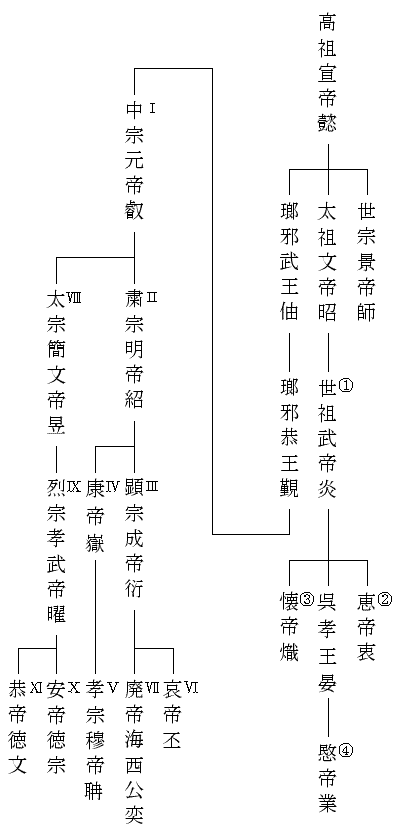
晋系図（丸囲み数字は西晋の即位順、ローマ数字は東晋の即位順）

- 司馬懿は、司馬炎によって、高祖宣帝と追号された。
- 司馬師は、司馬炎によって、世宗景帝と追号された。
- 司馬昭は、司馬炎によって、太祖文帝と追号された。

|        | 皇帝       | 名前   | 在位          | 備考         |
| ------ | ---------- | ------ | ------------- | ------------ |
| １     | 世祖武帝   | 司馬炎 | 265年 - 290年 | 司馬昭の長男 |
| 2      | 孝恵帝     | 司馬衷 | 290年 - 306年 | 先代の次男   |
| (僭称) | [ 注釈 4 ] | 司馬倫 | 301年         | 司馬懿の九男 |
| ３     | 孝懐帝     | 司馬熾 | 306年 - 311年 | 先代の異母弟 |
| ４     | 孝愍帝     | 司馬鄴 | 313年 - 316年 | 先代の甥     |

### 系図
| 高祖宣帝懿 | 高祖宣帝懿 | 高祖宣帝懿 | 高祖宣帝懿 | 高祖宣帝懿 | 高祖宣帝懿 |  |  | 世宗景帝師 | 世宗景帝師 | 世宗景帝師 | 世宗景帝師 | 世宗景帝師 | 世宗景帝師 |  |  |             |             |             |             |                  |             |  |  |  |  | 2恵帝衷  | 2恵帝衷  | 2恵帝衷  | 2恵帝衷  | 2恵帝衷  | 2恵帝衷  |  |  |         |         |         |         |         |         |
| 高祖宣帝懿 | 高祖宣帝懿 | 高祖宣帝懿 | 高祖宣帝懿 | 高祖宣帝懿 | 高祖宣帝懿 |  |  | 世宗景帝師 | 世宗景帝師 | 世宗景帝師 | 世宗景帝師 | 世宗景帝師 | 世宗景帝師 |  |  |             |             |             |             |                  |             |  |  |  |  | 2恵帝衷  | 2恵帝衷  | 2恵帝衷  | 2恵帝衷  | 2恵帝衷  | 2恵帝衷  |  |  |         |         |         |         |         |         |
|            |            |            |            |            |            |  |  |            |            |            |            |            |            |  |  |             |             |             |             |                  |             |  |  |  |  |          |          |          |          |          |          |  |  |         |         |         |         |         |         |
|            |            |            |            |            |            |  |  | 太祖文帝昭 | 太祖文帝昭 | 太祖文帝昭 | 太祖文帝昭 | 太祖文帝昭 | 太祖文帝昭 |  |  | 1世祖武帝炎 | 1世祖武帝炎 | 1世祖武帝炎 | 1世祖武帝炎 | 1世祖武帝炎      | 1世祖武帝炎 |  |  |  |  | 呉孝王晏 | 呉孝王晏 | 呉孝王晏 | 呉孝王晏 | 呉孝王晏 | 呉孝王晏 |  |  | 4愍帝鄴 | 4愍帝鄴 | 4愍帝鄴 | 4愍帝鄴 | 4愍帝鄴 | 4愍帝鄴 |
|            |            |            |            |            |            |  |  |            | 太祖文帝昭 | 太祖文帝昭 | 太祖文帝昭 | 太祖文帝昭 | 太祖文帝昭 |  |  | 1世祖武帝炎 | 1世祖武帝炎 | 1世祖武帝炎 | 1世祖武帝炎 | 1世祖武帝炎      | 1世祖武帝炎 |  |  |  |  | 呉孝王晏 | 呉孝王晏 | 呉孝王晏 | 呉孝王晏 | 呉孝王晏 | 呉孝王晏 |  |  | 4愍帝鄴 | 4愍帝鄴 | 4愍帝鄴 | 4愍帝鄴 | 4愍帝鄴 | 4愍帝鄴 |
|            |            |            |            |            |            |  |  |            |            |            |            |            |            |  |  |             |             |             |             |                  |             |  |  |  |  |          |          |          |          |          |          |  |  |         |         |         |         |         |         |
|            |            |            |            |            |            |  |  | 琅邪武王伷 | 琅邪武王伷 | 琅邪武王伷 | 琅邪武王伷 | 琅邪武王伷 | 琅邪武王伷 |  |  | 琅邪恭王覲  | 琅邪恭王覲  | 琅邪恭王覲  | 琅邪恭王覲  | 琅邪恭王覲       | 琅邪恭王覲  |  |  |  |  | 3懐帝熾  | 3懐帝熾  | 3懐帝熾  | 3懐帝熾  | 3懐帝熾  | 3懐帝熾  |  |  |         |         |         |         |         |         |
|            |            |            |            |            |            |  |  | 琅邪武王伷 | 琅邪武王伷 | 琅邪武王伷 | 琅邪武王伷 | 琅邪武王伷 | 琅邪武王伷 |  |  | 琅邪恭王覲  | 琅邪恭王覲  | 琅邪恭王覲  | 琅邪恭王覲  | 琅邪恭王覲       | 琅邪恭王覲  |  |  |  |  | 3懐帝熾  | 3懐帝熾  | 3懐帝熾  | 3懐帝熾  | 3懐帝熾  | 3懐帝熾  |  |  |         |         |         |         |         |         |
|            |            |            |            |            |            |  |  |            |            |            |            |            |            |  |  |             |             |             |             |                  |             |  |  |  |  |          |          |          |          |          |          |  |  |         |         |         |         |         |         |
|            |            |            |            |            |            |  |  | 趙王倫     |            |            |            |            |            |  |  |             |             |             |             |                  |             |  |  |  |  |          |          |          |          |          |          |  |  |         |         |         |         |         |         |
|            |            |            |            |            |            |  |  |            |            |            |            |            |            |  |  |             |             |             |             |                  |             |  |  |  |  |          |          |          |          |          |          |  |  |         |         |         |         |         |         |
|            |            |            |            |            |            |  |  |            |            |            |            |            |            |  |  |             |             |             |             | 東晋の元帝に続く |             |  |  |  |  |          |          |          |          |          |          |  |  |         |         |         |         |         |         |

## 西晋の元号
1. 泰始（265年-274年）
2. 咸寧（275年-280年）
3. 太康（280年-289年）
4. 太熙（290年）
5. 永熙（290年-291年）
6. 永平（291年）
7. 元康（291年-299年）
8. 永康（300年-301年）
9. 永寧（301年-302年）
10. 太安（302年-303年）
11. 永安（304年）
12. 建武（304年）
13. 永興（304年-306年）
14. 光熙（306年）
15. 永嘉（307年-313年）
16. 建興（313年-316年）